# Bonassola
Bonassola (im Ligurischen: Bonasseua) ist eine italienische Gemeinde mit 782 Einwohnern (Stand 31. Dezember 2023) in der Region Ligurien. Politisch gehört sie zu der Provinz La Spezia.

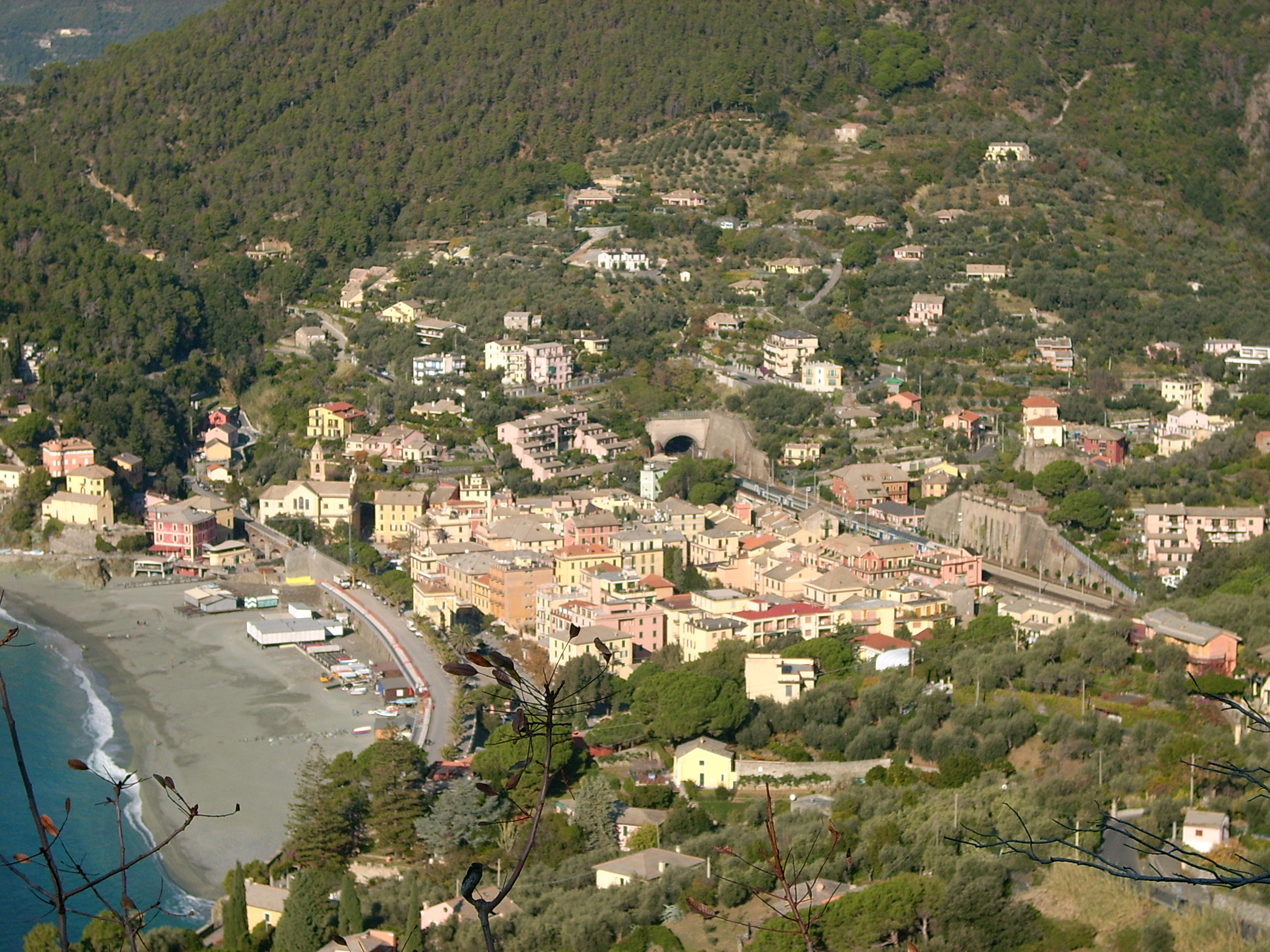
Die Bucht von Bonassola

## Geographie
Die Gemeinde liegt an einer kleinen Bucht der Riviera di Levante und wird von einer Hügelkette umgeben. Auf den umliegenden Hängen wachsen Pinien auf den typischen Oliven- und Weinterrassen. Bonassola wurde auf einem fünf Kilometer weiten Schwemmland gebaut. Das Gemeindegebiet umfasst sieben historische Dorfkerne: im westlichen Abschnitt, an den Hängen des Monte Brino liegen die Zentren Montaretto und Reggimonti; oberhalb der Bucht befinden sich San Giorgio, Costella und Serra, und im östlichen Abschnitt, beim Monte Rossola, liegen Poggio und Scerno.

## Geschichte

### Entstehung
Das erste Mal namentlich erwähnt wird die Ortschaft Bonassola in einer notariell beglaubigten Urkunde vom 29. Januar 1269. Allerdings existieren Dokumente aus der Zeit des römischen Reichs, in denen das Tal im Zusammenhang mit der Via Ligurum („Straße von Ligurien“) bereits als „Vallis Bonazolae“ bezeichnet wird. Laut Volkszählung der Republik Genua aus dem Jahr 1531 waren die rund 300 Bewohner von Bonassola überwiegend Seeleute und Bauern. Exportiert wurden unter anderem Olivenöl (vorwiegend nach Mailand), Wein (vorwiegend nach Genua) und Kastanien. Am 2. Mai 1560 überfielen türkische Piraten den Ort, 53 Einwohner Bonassolas wurden von den Piraten festgenommen. Dennoch wurde auch in den Folgejahren kein Verteidigungssystem errichtet.
Der Bevölkerungszuwachs auf 900 Personen im Jahr 1670 ist im Zusammenhang mit der florierenden Wirtschaft zu sehen, insbesondere der Anbau von Wein, Zitronen, Maulbeeren und Feigen expandierte. Zahlreiche Ölmühlen arbeiteten im Gebiet zwischen Küste und Montaretto. Durch den Anstieg der Schifffahrt wurde mit 1293 Einwohnern im Jahr 1802 ein vorläufiger Höhepunkt der Bevölkerungsentwicklung erreicht. Insbesondere die französische Besetzung (1799) sowie die britische Schiffsblockade (1806) belasteten die Entwicklung von Bonassola.

### 19. Jahrhundert
1832 wurde bei Straßenbauarbeiten zufällig Marmor entdeckt, dessen Abbau in den Folgejahren zahlreiche Steinbrucharbeiter nach Bonassola brachte. Die Eröffnung der durch den Ort führenden Eisenbahnlinie Pisa-La Spezia-Genua im Jahr 1872 veränderte Bonassola grundlegend, insbesondere durch den damit verbundenen Niedergang der Schifffahrt sowie das Ende der weitgehenden Isolation, in der sich die Ortschaft bisher befunden hatte.

### 20. und 21. Jahrhundert
Im 20. Jahrhundert ging die Landwirtschaft drastisch zurück, auch die Marmor-Ader erschöpfte sich zusehends.
Am 29. Juni 1943 wurde der Frachter Bolzaneto (2220 Bruttoregistertonnen) von einem britischen U-Boot mit Torpedos beschossen und versenkt, Reste des Schiffs liegen in einer Tiefe von 40 bis 55 Metern vor der Küste nordwestlich Bonassola. Der mit Roheisen beladene Frachter war auf dem Weg von Marina di Carrara nach Genua.
Am 22. März 1944 landeten zwei Offiziere und 13 Soldaten der USA nordwestlich Bonassola bei der Bucht Sca, um Tunnel der Eisenbahnlinie zu zerstören. Die Aktion der 2677th OSS war Teil der Operation Strangle, die zum Ziel hatte, den Materialfluss zur Front von Cassino zu unterbrechen.
Ab 1963 wurde die Eisenbahnlinie zweigleisig ausgebaut und weiter in den Berg hinein verlegt. Der Bevölkerungsrückgang in ganz Ligurien erreicht auch Bonassola. Als neue Erwerbsquelle entsteht der Tourismus, die grundlegende Infrastruktur sowie Einzelhandelsgeschäfte sind in Bonassola vorhanden.
Am 16. Januar 1965 explodierte der Güterzug 6178 im Bahnhof von Bonassola. Von der Explosion wurde der ebenfalls im Bahnhof haltende Nahverkehrszug 1702 getroffen. Insgesamt verloren neun Menschen ihr Leben. Es gab 48 Verletzte. Zu der Explosion war es gekommen, als sich Sprengstoffe entzündeten, die zum Bau einer Bahnlinie bei Bonassola–Framura benötigt wurden.
Bonassola war bis 2009 Teil der inzwischen aufgelösten Verwaltungsgemeinschaft Comunità Montana della Riviera Spezzina.

## Verkehr

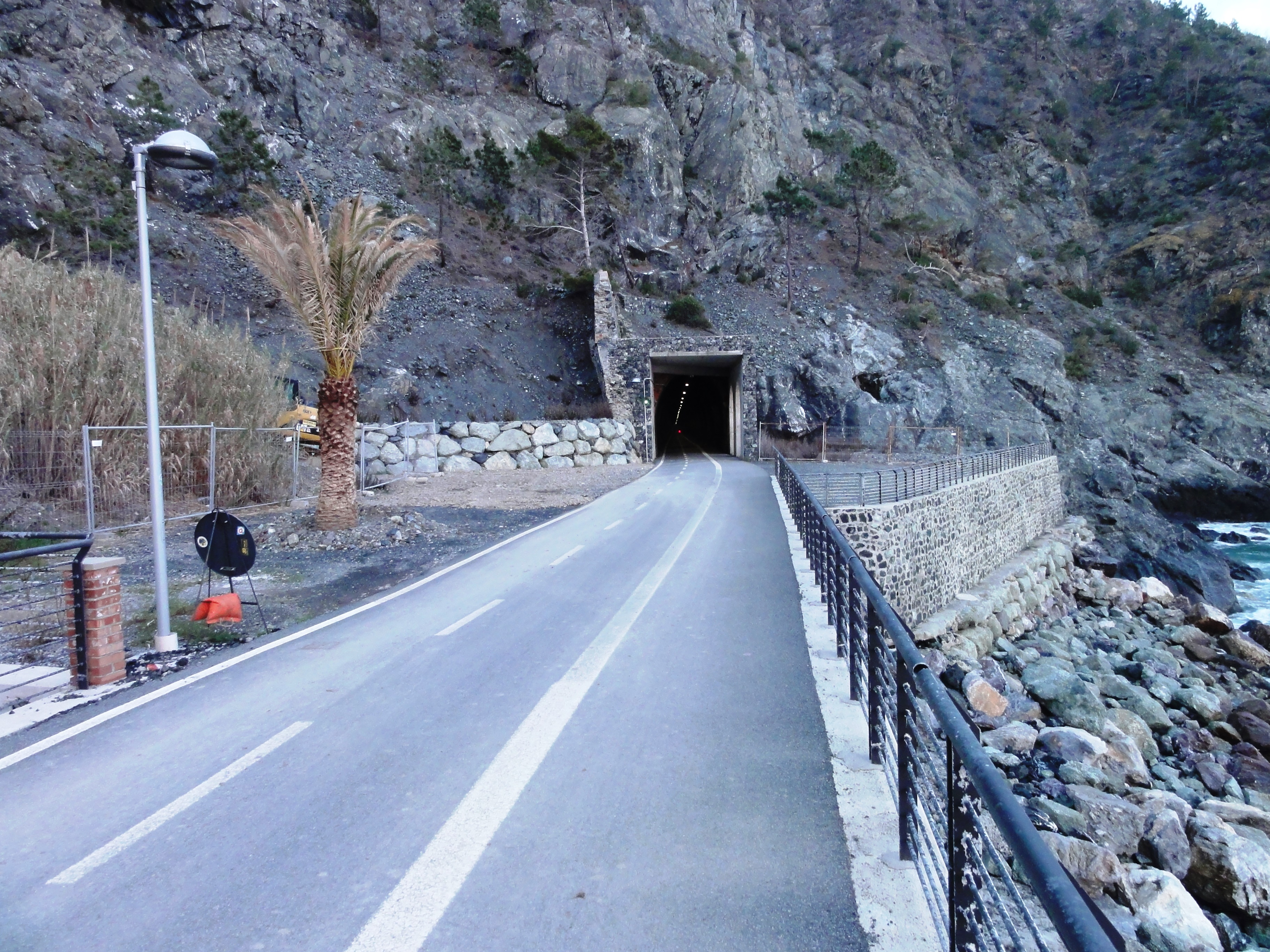
Fahrrad- und Fußweg zwischen Levanto und Bonassola

Der Ort verfügt über eine Eisenbahnstation der Bahnstrecke Pisa–Genua, über die La Spezia und Sestri Levante sowie die touristisch interessanten Cinque Terre in dichter Taktfolge erreicht werden können.
Auf der stillgelegten Eisenbahntrasse wurde 2011 ein neuer Fahrrad- und Fußweg gebaut, die Ciclopedonale Maremonti. Sie verbindet die Ortschaften Levanto, Bonassola und Framura. Auf diesem Weg sind die Gemeinden fast steigungsfrei miteinander verbunden.

## Sehenswürdigkeiten
- 2009: House in Liguria, Architekten: Pascal Flammer und Marta Casagrande[3][4]